# Polybotrya polybotryoides
Polybotrya polybotryoides är en träjonväxtart som först beskrevs av Bak., och fick sitt nu gällande namn av H. Christ. Polybotrya polybotryoides ingår i släktet Polybotrya och familjen Dryopteridaceae. Inga underarter finns listade.